# Гаджа, Адриан
Адриан Гаджа (алб. Adrian Gaxha, макед. Адриан Гаџа), также известный как Адриан (род. 13 февраля 1984 в Скопье, Социалистическая Республика Македония) — македонский поп-певец албанского происхождения; один из представителей Македонии на конкурсе песни Евровидение 2008.
В детстве окончил музыкальную школу по классу скрипки. Музыкальную карьеру исполнитель начал после того как стал победителем фестиваля «Nota Fest» в 2001. С тех пор Адриан Гаджа стал одним из самых популярных музыкантов Северной Македонии и Албании. Им выпущено три альбома, два из которых записаны на албанском, а один записан на македонском.
В феврале 2008 Гаджа принимает попытку участия на Евровидении, выступив на национальном отборе с песней «Во име на лјубовта», вместе с Тамарой Тодевской и Врчаком. В итоге песня стала победителем отборочного тура и вскоре стала хитом на Балканах. Композиция была записана на македонском, албанском, сербском, турецком, русском и английском языках. Именно английская версия песни — «Let me love you» была вскоре исполнена на конкурсе песни Евровидение 2008. Также на эту песни был снят клип известным в Македонии режиссёром Деяном Милицевичем.
Трио исполнило песню «Let me love you» во втором полуфинале, под номером 18. Конкурсанты заняли 10-е место; однако из-за занятой позиции участники не были квалифицированы до финала — в финале вместо них приняла участие Шарлотта Перелли, занявшая тринадцатое место.

## Дискография

### Альбомы
- Thuaj Mamit (2006)
- 300 Godini (2008)
- E Brenduar (2010)

### Синглы
- Sa Sexy
- Nedopirliva
- Vo Ime Na Ljubovta
- Toksična
- Ti Tani
- Skandali
- Zarobena